# Class II UAV
Das Future Combat Systems Class II Unmanned Aerial Vehicle (UAV) war ein Projekt zur Entwicklung unbemannter Aufklärungsdrohnen der US-Armee. Es sollte sich um eine verbesserte Ausführung des Class I UAV mit ähnlichen Fähigkeiten und auf zwei Stunden verlängerter Flugdauer handeln. Anfang 2007 wurde das Vorhaben aus Kostengründen gestrichen.